# Carlos Alazraqui
Carlos Jaime Alazraqui (sinh ngày 20 tháng 7 năm 1962) là một diễn viên và nghệ sĩ hài người Mỹ.

## Sự nghiệp diễn xuất

### Điện ảnh
| Năm  | Tên phim                     | Vai diễn               | Ghi chú    |
| ---- | ---------------------------- | ---------------------- | ---------- |
| 2012 | Scooby-Doo! Haunted Holidays | Havros Menkle, Janitor | Lồng tiếng |

### Truyền hình
| Năm  | Tên phim                          | Vai diễn       | Ghi chú    |
| ---- | --------------------------------- | -------------- | ---------- |
| 2021 | Maya và ba chiến binh huyền thoại | Công chúa Maya | Lồng tiếng |